# Netzwerk-Marketing
Netzwerk-Marketing (auch Network-Marketing, Multi-Level-Marketing (MLM), Empfehlungsmarketing oder Strukturvertrieb) ist eine Spezialform des Direktvertriebs. Im Unterschied zum klassischen Direktvertrieb werden Kunden angehalten, als selbstständige Vertriebspartner nicht nur weitere Kunden anzuwerben, sondern diese auch zu animieren, selbst Vertriebspartner zu werden, um von deren Verkäufen dann von einer Provision profitieren zu können. Je nach Aufbau können Netzwerk-Marketing-Systeme einem illegalen Schneeballsystem ähneln oder ein solches als Netzwerk-Marketing ausgeben.
In Deutschland sind bestimmte Formen des Multi-Level-Marketing bzw. Strukturvertriebs legal, wenn sie nicht gegen Nr. 14 des Anhangs zu § 3 Abs. 3 UWG verstoßen, also nicht den Eindruck vermitteln, allein oder hauptsächlich durch die Einführung weiterer Teilnehmer in das System könne eine Vergütung erlangt werden.

## Merkmale
Die Kunden können als selbstständige Berater tätig sein und gleichzeitig auch die Produkte weiterverkaufen. Da fast alle Netzwerk-Marketing-Unternehmen ihre Kunden mit Prämien für das Anwerben von Neukunden anlocken, ist eine Nähe zu verbotenen Schneeballsystemen gegeben. Es hängt von der genauen Ausgestaltung des Systems ab, ob die Werbung von Neukunden/-mitgliedern oder der Produktverkauf im Vordergrund steht.
Ein weiteres Merkmal ist der strikt vertikale Aufbau der Vertriebsstruktur, deren Hierarchie bildlich einem, auf den Kopf gestellten, weit verzweigten Baum entspricht und führt zu einem breit verzweigten Vertriebssystem.
Die Bezeichnung der Aufbauorganisation als Netzwerk ist insofern nicht korrekt, als in einem Netzwerk die einzelnen Punkte sowohl horizontal, vertikal als auch diagonal miteinander verbunden sind und miteinander interagieren. Mit Netzwerk ist hier vielmehr die Art des Vertriebs gemeint: Der Verkauf findet zum einen über Empfehlungsmarketing statt und zum anderen im persönlichen Umfeld des Beraters. Dieser baut mit zunehmender Größe seiner Struktur ein größeres soziales Netzwerk auf, um neue Berater für sich bzw. das Unternehmen zu gewinnen. Das Vernetzungsmuster ähnelt dem Verhalten von Benutzern der sozialen Netzwerke im Internet, wie Facebook, XING, LinkedIn. Potenzielle Mitglieder werden entgeltlich oder unentgeltlich von Mitgliedern „eingeladen“, der Organisation beizutreten.

### Spezialform des Direktvertriebs
Beim klassischen Direktvertrieb werden in der Regel firmeneigene, spezialisierte Außendienst-Mitarbeiter eingesetzt (Eigenpersonal). Diese verkaufen direkt an den Kunden unter Ausschaltung von Zwischenhändlern. Die Mitarbeiter im Netzwerk-Marketing sind ein wachsendes Netz aus selbständig und selbstverantwortlich handelnden Laien (Fremdpersonal), die haupt- oder nebenerwerblich als Wiederverkäufer bzw. Vermittler arbeiten. Im Vergleich dazu ist die Zahl der Außendienst-Mitarbeiter im Direktvertrieb gering, weshalb beim Direktvertrieb der Kostenanteil des Vertriebs niedriger ausfallen kann.
Da in klassischen Direktvertriebsunternehmen die Verkäufer fest angestellt sind, werden sie nur zum Teil erfolgsabhängig entlohnt. Mitarbeiter in Marketing-Netzwerken tragen dagegen ein weit höheres wirtschaftliches Risiko, da ihre Entlohnung ausschließlich vom Verkaufs- oder Anwerbeerfolg abhängt.

### Unterschied zum Empfehlungsmarketing
Das Empfehlungsmarketing ist eine zwar teils aktiv geförderte und gewünschte, aber keine gelenkte Marketing-Maßnahme (virales Marketing). Eine Lenkung ist deswegen schwierig, weil die Weitergabe von Empfehlungen auf unerwarteten Kontakten von (zufriedenen) Kunden basiert. Hauptziel ist demzufolge nicht, Kunden zum Anwerben neuer Kunden zu bewegen, sondern durch überdurchschnittlich hohe Kundenzufriedenheit ein positives Image aufzubauen. Zudem ist Empfehlungsmarketing für die meisten Unternehmen nur eine Maßnahme unter vielen.

## Organisationsstruktur

Beispiel einer Hierarchiestruktur, bei der die Punkte durchgereicht werden

Die Organisationsstruktur des Netzwerk-Marketings ähnelt grafisch einer Pyramide mit einer nach oben abnehmenden Anzahl von Netzwerkmitgliedern (vermittelnde Kunden bzw. Geschäftspartner). Hauptunterschiede zu klassischen Unternehmen sind die im Netzwerk-Marketing flachen Hierarchien, da die übergeordneten Netzwerkmitglieder keine formale Weisungsbefugnis besitzen. Allerdings weisen Unternehmen oft weniger Hierarchieebenen auf.
Dem unmittelbaren Verkäufer wird – je nach Vergütungsplan – ein bestimmter Teil der Gesamtprovision vergütet. Der Förderer (engl. to sponsor = fördern), der ihn angeworben hat, erhält auf die Umsätze des von ihm angeworbenen Handelsvertreters eine Leistungsvergütung oder Superprovision (teilweise gilt die Bedingung, dass dieser mindestens eine Provisionsstufe höher angesiedelt ist als der jeweilige Handelsvertreter selbst). Jeder Ebene, sofern vorhanden, werden hierbei eindeutige Provisionsanteile zugewiesen, wobei der Aufstieg in die nächsthöhere Ebene bei den meisten Netzwerkmarketing-Unternehmen an bestimmte Wochen-, Monats- oder Halbjahresumsätze gebunden ist (vgl. dazu hierarchische Strukturen im Großhandel – Landesleiter, Bereichsleiter, Abteilungsleiter, Teamleiter, Verkäufer).
Der häufig hiermit verwechselte Begriff des „Schneeballsystems“ wird für eine illegale Variante des Netzwerk-Marketings verwendet, bei dem die Akquise neuer Mitarbeiter oder Mitspieler im Vordergrund steht, und nicht der tatsächliche Vertrieb von Produkten oder Dienstleistungen. Aus Sicht von Netzwerk-Marketing-Unternehmen ist der Grund für die Verwechslung die fehlende Lernbereitschaft der „Neueinsteiger“, die nicht bereit sind, sich das Wesen des Geschäftes anzueignen, um unlautere Methoden zu vermeiden. Kritiker führen jedoch an, dass aggressive, bisweilen unlautere Werbemethoden für Produkte und neue Mitarbeiter bereits in vielen Netzwerk-Marketing-Systemen angelegt sind und die Verantwortung dafür nur auf die unteren, ausführenden Ebenen abgeschoben wird.
Beispiel Millionär
Ein Autor möchte 100.000 Exemplare eines Buchs für jeweils 25 € verkaufen. Statt sich auf die Suche nach 100.000 Endkunden zu machen, gewinnt er 10 Vertriebspartner, denen er für eine Abnahme von jeweils 10.000 Exemplaren 60 % Nachlass gibt. Auch die Vertriebspartner suchen sich jeweils 10 Untervertriebspartner, denen sie noch 40 % Nachlass gewähren. Nach zwei weiteren Stufen des Weiterverkaufs mit 30 % bzw. 20 % Nachlass muss ein Endverkäufer schließlich 10 Exemplare zum Originalpreis von 25 € absetzen. Aus dem Verkaufserlös von 250 € bleiben ihm 50 €.
Sind alle Bücher verkauft, hat der Autor 40 % (1 Mio. €) am Gesamtumsatz von 2,5 Mio. € verdient, jeder der 10 Hauptvertriebspartner immerhin noch 2 % (50.000 €). Der mehrstufige Weiterverkauf macht es schwierig, Zwischenverkäufer und Endkäufer zu identifizieren.
| Teilnehmer          | Anzahl  | Abnahme | Nachlass | Gesamtpreis | Verkaufserlös |
| ------------------- | ------- | ------- | -------- | ----------- | ------------- |
| Autor               | 1       | 100.000 | —        | —           | 1.000.000 €   |
| 1. Vertriebspartner | 10      | 10.000  | 60 %     | 100.000 €   | 150.000 €     |
| 2. Vertriebspartner | 100     | 1.000   | 40 %     | 15.000 €    | 17.500 €      |
| 3. Vertriebspartner | 1.000   | 100     | 30 %     | 1.750 €     | 2.000 €       |
| 4. Vertriebspartner | 10.000  | 10      | 20 %     | 200 €       | 250 €         |
| Endkunde            | 100.000 | 1       | 0 %      | 25 €        | —             |

Beispiel Ergo Pro
Bei einer weiteren typischen Organisationsform wird nach einem definierten Karriereplan nur ein Bruchteil der Provisionen direkt ausgeschüttet. Der Rest wird innerhalb der Organisation verteilt. Durch Erfahrung bzw. Leistungen steigen die Mitglieder in Stufen auf und erhalten einen höheren Anspruch auf Boni. Die Anzahl der Stufen variiert von Unternehmen zu Unternehmen. Bei der Ergo Pro (vormals HMI) erhält ein Einsteiger für seine Vermittlungen nur etwa ein Viertel der Vermittlungsprovision. Den überwiegenden Anteil der Vergütung verteilt die Organisation an Vertreter oberhalb der Karrierestufe des Vermittlers für die Betreuung und Einarbeitung, Bürokosten, Aus- und Fortbildung sowie Motivationsarbeit nach einem festgelegten Karriereplan.
Der Ergo Pro-Provisionsplan mit 6 Stufen:
- Stufe 1 – Repräsentant (REP)
- Stufe 2 – Leitender Repräsentant (LREP)
- Stufe 3 – Hauptrepräsentant (HREP)
- Stufe 4 – Chefrepräsentant (CREP)
- Stufe 5 – Direktionsrepräsentant der Stufe 5 (DREP)
- Stufe 6 – Direktionsrepräsentant der Stufe 6 (DREP)

| Stufe / Position    | Min. Einheiten          | Prov. Eigenumsatz | vom Untervertreter  |
| ------------------- | ----------------------- | ----------------- | ------------------- |
| 6 / Direktions-Rep. | 60.000                  | 23,00 €           | 2,30 €              |
| 5 / Direktions-Rep. | 25.000                  | 20,70 €           | 2,70 €              |
| 4 / Chef-Rep.       | 9.000                   | 18,00 €           | 4,00 €              |
| 3 / Haupt-Rep.      | 3.500                   | 14,00 €           | 4,50 €              |
| 2 / Leitender Rep.  | 1.000                   | 9,50 €            | 4,50 €              |
| 1 / Repräsentant    | Zertifizierung, bis 500 | 5,00 €            | 3,00 € Boni. 4,00 € |

Quelle: Interne Informationen ERGO Pro 2014.
Eine „Einheit“ (EH) entspricht einem Vertragsumsatz von 520 € (Beispiel: 100 € Monatsbeitrag, 30 Jahre Laufzeit = 45.760 € = 88 EH)

## Entwicklung
Kundenbindung und Kundengewinnung mit Hilfe von Empfehlungen ist handelshistorisch gesehen nicht neu. Handelsreisende der Antike sowie ortsansässige Handwerker und Schreiber nutzten persönliche Empfehlungen ihrer Kunden, um ihre Geschäfte auszuweiten.
Eine erste Operationalisierung erfuhr das Empfehlungsgeschäft mit dem Aufkommen der großen Direktvertriebsorganisationen in den USA in den 1950er und 1960er Jahren. Während die damalige industrielle Massenproduktion einerseits im klassischen Handelsgeschäft über den Fach- und Einzelhandel ihren Absatzkanal fand, begannen einzelne Hersteller damit, ihre Produkte ohne Zwischenhandel direkt an den Endkunden mit Hilfe strukturierter, hierarchisch organisierter Vertreter weiträumig zu vermarkten.
In dieser Zeit entstanden zwei ähnliche aber dennoch klar unterschiedliche Vertriebsformen, die sich später auch ganz unterschiedlich weiterentwickelt haben. Zum einen der Direktvertrieb, bei dem ein Unternehmen mit dem Einsatz eigener Außendienst-Mitarbeiter seine Produkte den Kunden vorführte und verkaufte. Zum anderen das Network-Marketing, bei dem ein Unternehmen seinen Kunden einen Marketingplan bot, in dem sich diese als selbständige Berater betätigen und die Produkte selbst weiterverkaufen konnten. Als Pionier und Vorbild im Direktvertrieb gilt Vorwerk. Als Pionier im Network-Marketing hingegen gilt Amway.
Die persönliche Empfehlung stellte ursprünglich einen strategischen Kostenvorteil dar, da die landesweite teure Werbung eingespart wurde. Dieser Vorteil ist mit der Zeit zusehends verlorengegangen, insbesondere beim Network-Marketing, das wegen der sehr großen Anzahl selbständiger Berater mittlerweile zu einer kostspieligen Vertriebsform geworden ist.

### Interessenvertretungen
In den USA vereint sich der Branchenverband Direct Selling Association (DSA) nach eigenen Angaben mehr als 200 Unternehmen des Direktvertriebs. In anderen englischsprachigen Ländern existieren weitere Verbände mit demselben Namen.
Der europäische Dachverband SELDIA – The European Direct Selling Association wurde 1991 unter dem Namen Federation of European Direct Selling Associations" – FEDSA gegründet. In 2011 wechselte FEDSA seinen Namen zu SELDIA und ist der führende Verband der Direktvertriebsbranche in Europa.
In Deutschland wurde im April 2004 der Bundesverband Network Marketing e. V. (BVNM) gegründet. Er versteht sich als neutrale Interessenvertretung von in Deutschland im Bereich des Netzwerk-Marketing tätigen Unternehmen und Selbständigen. In der Schweiz verfolgt der Schweizerische Verband Network Marketing (SVNM) dieselben Ziele.
Im Weltbranchenverband World Federation of Direct Selling Associations (WFDSA) sind eigenen Angaben zufolge 60 nationale Branchenverbände vereint.

### Wissenschaftliche Rezeption
Mit der Untersuchung von Network-Marketing befassen sich nur wenige Kammern und Hochschulen. In der Regel sprechen sie Warnungen gegenüber unseriösen Geschäftspraktiken aus. So informiert die IHK Stuttgart über spezielle Formen und deren Abgrenzung zu illegalen Geschäftspraktiken, während die Handelskammer Hamburg Kennzeichen unseriöser Netzwerk-Marketing-Unternehmen herausarbeitet.
In der Wissenschaft wird das Thema nur geringfügig beleuchtet: An der Uni Münster existiert das Institut für Handelsmanagement und Netzwerkmarketing unter der Leitung von Dieter Ahlert. Claudia Groß verfasste 2008 eine Dissertation mit dem Titel Multi-Level-Marketing – Identität und Ideologie im Network-Marketing, deren Ergebnisse im Netz präsentiert werden. Weitere Publikationen zu dem Thema siehe im Abschnitt Literatur.
An der Fachhochschule Worms hat Michael Zacharias eine Studie in Zusammenarbeit mit der Wirtschaftskammer Oberösterreich erstellt, die in seinem Buch „Network Marketing – Beruf und Berufung“ aufzufinden ist.

## Marktanteile
Der weltweite Marktanteil der Network-Marketing-Branche am gesamten Einzelhandel liegt deutlich unter 1 Prozent. Informationen des Weltbranchenverbands World Federation of Direct Selling Associations zufolge wurden 2011 154 Milliarden US-Dollar im Direktvertrieb umgesetzt. Davon entfielen 20 % (~30 Milliarden) auf die USA, gefolgt von Japan mit 16 %.

### USA
In den USA liegt der Anteil von Verkäufen im Direktvertrieb bei 0,75 % vom gesamten Einzelhandelsvolumen. Das durchschnittliche Umsatzwachstum im Direktvertrieb lag dort für die Jahre 2001 bis 2010 bei 1,2 % pro Jahr, und war damit meist niedriger als die Wachstumsraten für den gesamten Einzelhandel im selben Zeitraum.
Das Gros der Verkäufer in den USA ist weiß, weiblich, arbeitet mehr als 30 Stunden wöchentlich, und verkauft in Netzwerk-Marketing-Unternehmen. Die Anzahl der Mitarbeiter beträgt 15,8 Millionen, wobei sie im Jahr 2010 im Vergleich zum Vorjahr gesunken ist. Insgesamt betrug das Wachstum der Mitarbeiteranzahl zwischen 2001 und 2010 durchschnittlich 3,8 %.

### DACH-Länder
2011 erwirtschaftete der Direktvertrieb 3,743 Milliarden US-Dollar in Deutschland, 261 Millionen US-Dollar in Österreich und 485 Millionen US-Dollar in der Schweiz. Im selben Jahr arbeiteten in Deutschland 284.906 Mitarbeiter, in Österreich 14.600 und der Schweiz 12.210 im Direktvertrieb.

### Produkte und Unternehmen
Bekannte Strukturvertriebe im Bereich Finanzdienstleistungen (Finanzvertriebe) treten generell als Direktvertrieb mittels Handelsvertretern auf:
- Deutsche Vermögensberatung
- Ergo Pro (früher HMI-Organisation): Siebenstufige Hierarchie
- OVB Holding
- Swiss Life Select (ehemals AWD)

siehe auch: früher Investors Overseas Services
Bekannte Strukturvertriebe in anderen Bereichen:
- ACN Inc.
- Acxiom
- AMC (Kochgeschirr)
- Amway
- Avon Products
- Enagic (Kangen-Wasser)
- Forever Living Products
- Herbalife
- Lifeplus
- LR Health & Beauty Systems
- Lyoness[14]
- Mary Kay
- Nu Skin Enterprises
- PartyLite
- Prowin
- The Pampered Chef
- Tupperware

In den USA 2005 vertriebene Produktgruppen
- 33,6 % Kosmetik, Körperpflege und Accessoires
- 26,8 % Haushalt
- 19,1 % Vitamin-, Diät- und Nahrungsergänzungsmittel
- 15,0 % Dienstleistungen und Verschiedenes
- 5,0 % Freizeit, Bücher und Spielwaren

### Konsumgüter- und Investitionsgütermärkte

#### Konsumgüter-Direktvertrieb
Im Konsumgüterbereich wird Netzwerk-Marketing häufig als Handelsvertrieb gestaltet. Einige Anbieter verstehen sich ohne eigenen Handelsbetrieb im Networking als eine relativ neue Unterform des Netzwerk-Marketing. Sie werben damit, dass hier vorgeblich überhaupt kein Verkauf stattfinde, da lediglich eine Weiterempfehlung des oder der Produkte/s vorgenommen wird und der Kunde dann direkt beim Unternehmen bestellt. Im Finanzdienstleistungsbereich und in der Touristikbranche ist dies aufgrund der Dienstleistungseigenschaft des Produktes normativ gegeben. Im Konsumgüter-Netzwerk-Marketing kauft dieser Vertriebspartner jedoch nur monatlich seinen Eigenbedarf ein, um sein Anrecht auf die Provision der von ihm geworbenen Untervertreter nicht zu verlieren, und handelt selbst nicht mit den Waren. Dies hat den ethischen Vorteil, dass kein Repräsentant mit hoher Kapitalbindung wirtschaftlich ruiniert wird. Provisionen und Boni werden jedoch am erzielten Umsatz und somit am Verkaufserfolg des Empfehlungsgebers gemessen. Dazu wird der Endkunde angehalten, seine Direktbestellung im Werk immer unter Nennung der Vertreternummer des Beraters zu tätigen. Die Aussage, hier finde kein Verkauf statt, ist also hier zumindest irreführend.

#### Customer-Relationship-Management
Im Investitionsgüterbereich wird Netzwerk-Marketing weitaus weniger offensiv, vor allem nicht in der Tiefe einer freien Handelsvertreterstruktur mit mehreren Ebenen betrieben. Das sogenannte Customer-Relationship-Management (dt. Kundenbeziehungsmanagement), welches mithilfe entsprechender CRM-Software-Systeme realisiert wird, versteht sich als Datenbankanwendung für Produkte, die eine strukturierte und gegebenenfalls automatisierte Erfassung sämtlicher Kundenkontakte, technischen Auftragsdaten, Handelsvorgänge und somit auch der Empfehlungskontakte erfordert. Diese Daten unterstützen durch ihre permanente und umfassende Verfügbarkeit die koordinierte Arbeit von verschiedenen, zumeist festangestellten Kundenberatern und ggf. Ingenieuren oder Juristen von der Planung und Vorbereitung persönlicher Kundenbesuche über die Generierung von Angebotstexten und der Verbindung mit Warenwirtschaftssystemen bis hin zu automatisierten Mailingaktionen und Provisionsabrechnung.
Gegenüber institutionellen Abnehmern, gewerblichen Kunden und Behörden gewinnt die Empfehlung vor allem deswegen eine große Bedeutung, weil Handelsadressen kaum noch als Geschäftsgeheimnis zu betrachten sind. Anders als noch in den 1970er-Jahren werden heute Adressverzeichnisse auf CD und im Internet verbreitet. Die Folge ist eine sehr hohe Kontaktzahl in Richtung gewerblicher bzw. freiberuflicher und behördlicher Entscheidungsträger, die ihrerseits wiederum als Gegenmaßnahme hohe Anstrengungen unternehmen, um unerwünschte Kontaktversuche abzublocken.
Weiterhin bieten CRM-Systeme der Vertriebsleitung und dem Management die Möglichkeit, den Empfehlungsgrad einzelner Kunden zu überwachen und zu optimieren. Diese insbesondere im Investitionsgütervertrieb geläufige Erfassung dient auch der Bewertung der Kunden, da gute Empfehlungsgeber als sogenannte Multiplikatoren auch mit geringen Umsätzen oder Deckungsbeiträgen durchaus sehr relevant sein können (siehe: Kundenwert). So wird die Bewertung der Leistungsfähigkeit des einzelnen Vertriebsmitarbeiters mit eingeschlossen und kann auch als Grundlage einer leistungsabhängigen Bezahlung hinzugezogen werden.
Bei der Messung des Kundenwertes wird so versucht, auch den Wert der Weiterempfehlungen mit einzubeziehen. Dieser Wert hängt davon ab, wie stark der Einfluss des Senders ist. Ebenfalls mit einbezogen werden Faktoren wie die Zufriedenheit des Senders und wie stark seine Eigenschaften als Meinungsführer (Opinion-leader) ausgeprägt sind.

## Kritik
Ehemalige AWD-Mitarbeiter schilderten von Dezember 2002 bis Mai 2003 im Internet unter verschiedenen Domains ihre Erfahrungen. Der Finanzdienstleister AWD versuchte daraufhin, auf juristischem Wege die Domänen awd-aussteiger.de und aussteigerforum.de schließen zu lassen. Beide Seiten existieren inzwischen nicht mehr. Der Verein der ehemaligen AWD-Mitarbeiter, Nachfolger einer bereits 1995 gegründeten Interessenvereinigung, war noch einige Jahre danach aktiv.

### Beraterkompetenz
Im Netzwerk-Marketing brauchen die meisten Berater keine bestimmten Voraussetzungen wie z. B. einen Schul- oder Berufsabschluss vorzuweisen. Sie sind als Händler oder Handelsvertreter von Anfang an selbst für ihre gewerbe-, sozial- und handelsrechtlichen Anmeldungen verantwortlich. Als Upline oder Strukturhöhere werden alle in der Hierarchie über einem Handelsvertreter stehenden und als Downline oder Mitarbeiter alle unter ihm stehenden Handelsvertreter bezeichnet.
Die interne Ausbildung beschränkt sich in der Regel auf Produktschulungen, Informationen zur Handhabung der Bestellformulare und sog. Persönlichkeitstrainings ohne anerkannten Abschluss. Diese werden oft von verkaufserfahrenen Handelsvertretern durchgeführt. Für seine Ausbildung, insbesondere im Finanzdienstleistungsbereich gem. EU-Richtlinie 2002/92/EG (Europäische Vermittlerrichtlinie) oder als Heilpraktiker zur Beratung für gesundheitsfördernde Nahrungsergänzungsmittel ist der Vertreter selbst verantwortlich.
Bei vielen Netzwerk-Marketing-Unternehmen werden die Möglichkeiten hoher Verdienstspannen durch Aufbau einer eigenen Vertreter-Struktur und Provisionen durch untere Ebenen als maßgebliche Elemente dargestellt. Deshalb bewegen sich viele Netzwerk-Marketing-Unternehmen im Grenzbereich zu illegaler progressiver Kundenwerbung.
Seit 2005 gibt es in Österreich ein neues Gesetz, das von jedem potenziellen Mitarbeiter (Bsp. VFG, Vorsorge Finanzierungsgesellschaft) verlangt, sich mit der Gewerbenummer beim Kunden auszuweisen. Es ist strafbar (ab 11.000 €) auf den Markt zu gehen, ohne sich als geprüfter Versicherungskaufmann ausweisen zu können. Um die Gewerbenummer zu bekommen, muss man einen Intensivkurs und eine Prüfung bei der WK ablegen, erst dann bekommt man sein Gewerbe und darf alleine auf den Markt gehen.

### Vertrauensmissbrauch
Kritiker führen zudem an, dass Netzwerk-Marketing für Konsumgüter oft persönliche Vertrauensverhältnisse missbraucht, um zweifelhafte, unsinnige und/oder überteuerte Produkte vermarkten zu können. Die von unseriösen Unternehmen angebotenen Produkte und Dienstleistungen entsprechen häufig nicht den versprochenen Wirkungen oder wirtschaftlichen Erfolgen. Vielfach steht bei der Suggestion gesundheitlicher Wirkungen durch die von Marketing-Netzwerken angebotenen Produkte der Vorwurf der Scharlatanerie und Quacksalberei im Raum.
Gerade im Bereich der Nahrungsergänzungsstoffe und kosmetischen Präparate wie Noni treten insgesamt selten die versprochenen Wirkungen ein. Wissenschaftliche Prüfungen belegen zurzeit keine Wirkungen.
Der Neurologe Manfred Stöhr warnt beispielsweise vor Anti-Aging-Produkten, die sowohl im Netzwerk-Marketing als auch auf diversen Teleshopping-Sendern angeboten werden, und bezeichnet Produkte wie Naturerde, Himalayasalz oder Apfelessig als weitgehend wirkungslos und reine Geschäftemacherei. Den Einsatz von Hormonen wie Testosteron oder Melatonin gegen das Altern bezeichnet er sogar als gefährlich.
Im Unterschied zum Investitionsgütermarkt oder zur ärztlichen Beratung verläuft die Kundenberatung beim Netzwerk-Vertrieb von Konsumgütern und Finanzdienstleistungen in der Regel nach standardisierten Verkaufsleitfäden, wobei im Gegensatz zum Laden- oder Apothekenverkauf die Nutzung und Schaffung einer persönlichen Beziehung stärker ausgeprägt ist. So können über private Kontakte auch zweifelhafte und überteuerte Produkte verkauft werden, die sich in herkömmlichen Vertriebswegen nur schwer oder gar nicht verkaufen ließen.
Führende Testinstitute für Wasserfilter kamen zu dem Schluss, dass diese in Deutschland überflüssig, wenn nicht gar gesundheitsgefährdend sind, da sie überwiegend nach kurzer Nutzung bereits mehr Keime und Schadstoffe abgeben, als sie ausfiltern. Innerhalb von Netzwerk-Marketing-Vertrieben werden solche Geräte jedoch mit Hilfe persönlicher Beratung unter Freunden und zumeist ohne lebensmitteltechnische Kenntnisse mit hohem Provisionsanteil verkauft. Ähnlich fragwürdige Informations- und Handelspraktiken sind vom Vertrieb z. B. mit OPC-, Noni- oder Aloe-Vera-Produkten oder Versicherungen bekannt.
Unabhängig von der Qualität der Produkte oder der Beratung, erscheint es einigen Kritikern fragwürdig, persönliche Kontakte (innerhalb der Branche als „warmer Markt“ bezeichnet) gezielt zur Gewinnerzielung zu verwenden. Familienmitglieder, Freunde und Bekannte sowie Kollegen im beruflichen Alltag werden oft ungefragt mit Angeboten und Werbung angesprochen. Dies begründet den Erfolg dieser Vertriebsform, kann aber als moralisch zweifelhaft beurteilt werden.

### Abwälzung der Akquisitionskosten
Seriöse Netzwerk-Marketing-Unternehmen verlangen von ihren Händlern, dass sie Anti-Spam-Regelungen einhalten und machen darauf aufmerksam, dass UCE und Usenet-Spam nicht nur verboten, sondern strafbar sind. Dennoch geht ein erheblicher Anteil von Spam auf Werbeaktionen von Netzwerk-Marketing-Mitarbeitern zurück.
Typisches Merkmal für Netzwerk-Werbung ist, dass die Tätigkeit nicht näher beschrieben wird. Es wird mit Begriffen wie „Arbeit von zu Hause“, „Selbständigkeit“ und „freie Zeiteinteilung“ geworben; gleichzeitig werden sehr hohe Einkommen in Aussicht gestellt oder die Möglichkeit eines Einstiegs über eine Nebentätigkeit angeboten. Auch in Stellenanzeigen in Printmedien, auf Flugblättern und Aufklebern wird in ähnlicher Weise für Marketing-Netzwerke geworben; hier tragen die Werber ihre Kosten jedoch ebenso selbst wie für eine ggf. erforderliche Hinzuziehung eines Steuerberaters oder Rechtsanwalts. Wie in herkömmlichen Vertriebsstrukturen auch werden die Umsätze zum Teil mit psychologischem Druck erzielt, weshalb Netzwerk-Marketing oft in der Kritik steht.
Der absolute Provisionsanteil pro Umsatzanteil nimmt jedoch in der Regel nach oben hin innerhalb der Struktur ab. Die kumulierte Gesamtprovision steigt hingegen mit der Zahl direkt oder indirekt angeworbener Verkäufer über die einzelnen Stufen erheblich an. Die meisten Beteiligten erhalten keine Gehälter oder vergleichbare feste, erfolgsunabhängige Zahlungen.
Netzwerk-Marketing-Inserate in den Stellenanzeigen-Newsgroups de.markt.arbeit, sowie wütende Diskussionen und Kommentare zwischen den Anzeigen waren der Grund, warum diese Anzeigen-Newsgroups 1998 in moderierte Newsgroups umgewandelt werden mussten und dort explizit Anzeigen verboten wurden, die an Zahlungen des Arbeit- oder Auftragnehmers an den Arbeit- oder Auftraggeber gekoppelt sind.
Der Missbrauch von Newsgroups und das Versenden von Netzwerk-Marketing-Spam in den „kalten Markt“ gelten bei vielen Netzwerkunternehmen inzwischen als unprofessionell und ineffektiv, deshalb wird von diesen Methoden auch abgeraten.

### Rekrutierung von Geschäftspartnern
Der Erfolg des Netzwerk-Marketing hängt hauptsächlich von der Qualität und Anzahl der Personen ab, die von den einzelnen Händlern oder Vertretern angeworben („gesponsert“) werden, und weniger vom Produkt selbst ab. Die Werbung beginnt meist zuerst bei Verwandten, Freunden und Bekannten („warmer Markt“), die zunehmend als potenzielle Kunden betrachtet werden.
Aus der Werbung ist im Allgemeinen nicht zu erkennen, ob es sich um seriöse Angebote von Marketing-Netzwerken handelt oder um illegale Schneeballsysteme. Seriöse Unternehmen klären neue Händler über die Gegebenheiten einer selbständigen Tätigkeit nach den Bestimmungen des Handelsrechts auf. Da Netzwerk-Marketing ursprünglich in den USA entstand, werden die Händler auch im deutschsprachigen Raum teilweise als „Supervisor“, „Teamleiter“, „Director“ oder „Vice President“ bezeichnet, was firmenintern etwas über die Stellung und Umsatzgrößen der einzelnen Händler aussagen soll. Durch das Internet bieten sich in neuerer Zeit zusätzliche Möglichkeiten der Anwerbung.

### Unternehmerisches Risiko
Anders als bei einem Unternehmen mit festangestellten Mitarbeitern, die Gehälter bekommen, und vertraglich gesicherten Provisionen für Handelsvertreter ergibt sich für ein Netzwerk-Marketing-Unternehmen meist kein großes Risiko bei der Gründung. Personen, die in einem Marketing-Netzwerk als Händler oder Handelsvertreter tätig sind, tragen das unternehmerische Risiko alleine und erzielen ausschließlich Provisionen und Gewinne aus ihrer Handelsspanne sowie Provisionen aus ihrer Downline.
Das Anwerben weiterer Partner dient im Netzwerk-Marketing dem Aufbau des eigenen Vertriebsnetzes, um am Umsatz dieser Verkäufer über vom Unternehmen zusätzlich nach bestimmten Verteilungsschlüsseln ausgeschütteten Bonuszahlungen und/oder Leistungsvergütungen zu profitieren. Jeder Netzwerk-Marketing-Mitarbeiter erhält also unabhängig von seinem Lebenslauf und seinen Erfahrungen zuerst den gleichen Vertrag und qualifiziert sich dann durch seine Ergebnisse für höhere Positionen im Unternehmen.
Aus diesem Zusammenhang heraus besteht nur bedingter Bedarf, die Eignung der angeworbenen Repräsentanten zu prüfen; stattdessen besteht ein erheblicher Ansporn, möglichst viele Personen, auch solche ohne kaufmännische Ausbildung und Verkaufstalent, anzuwerben, die im schlechtesten Falle weder die Produkteigenschaften beurteilen können noch Kenntnisse über das Handelsrecht bzw. die kundenorientierte Führung von Verkaufsgesprächen besitzen. Da die neuen Netzwerk-Marketing-Mitarbeiter hier meistens im persönlichen Umfeld verkaufen und anwerben, ist vor allem die Zahl der neu Geworbenen entscheidend, deren Bekanntenkreis so abgeschöpft werden kann. Allerdings kosten ungeeignete Geschäftspartner den Netzwerk-Marketing-Mitarbeiter Zeit und Geld für die Anwerbung und das Anlernen der nachgeordneten Mitarbeiter.
Bei Organisationen, in denen der Netzwerk-Marketing-Mitarbeiter/Verkäufer selbst als Zwischenhändler fungiert und Ware kaufen muss, um sie zu vertreiben, wird zudem in Kauf genommen, dass Geschäftspartner auf den Produkten sitzen bleiben und es nicht schaffen, einen Gewinn zu erwirtschaften. Unbedarften Personen, beispielsweise Erwerbslosen, die in einer verzweifelten finanziellen Lage als Abnehmer nicht in Frage kommen, werden manchmal erfolgversprechende Positionen in der Unternehmenshierarchie angeboten, welche natürlich nur nach entsprechendem Umsatzerfolg zu erreichen sind. Das geschäftliche Risiko ist allerdings bei einzelnen Netzwerk-Marketing-Unternehmen auf Grund der unterschiedlichen Konzepte unterschiedlich groß. Wenn sich der Verdienst aus der Gewinnspanne erwirtschaftet, besteht ein finanzielles Risiko darin, auf der Ware sitzen zu bleiben, im reinen Empfehlungsmarketing hat der Mitarbeiter keinerlei finanzielles Risiko.
Sobald eine eigene sog. Downline oder Struktur mit wiederum selbständigen Handelsvertretern erarbeitet wurde, stellt sich das Risiko des Aufhörens von angeworbenen Mitarbeitern. Da es im Netzwerk-Marketing keine Tätigkeitsverpflichtung (vergl. Dienstvertragsrecht § 611 ff. BGB) und somit keine Umsatzverpflichtung gibt, haben Mitarbeiter im Netzwerk-Marketing ein gesteigertes Interesse daran, innerhalb ihrer „Downline“ möglichst hohe Umsätze zu bewirken.
Aufgrund oft nicht vorhandener Kenntnisse in Kundenbehandlung, Unternehmensführung, Verkauf, Verkaufstechnik und Mitarbeiterführung sowie mangelnder Schulung, Einarbeitung seitens des Sponsors/Unternehmens, mangelndem eigenen Antrieb des Mitarbeiters, aber auch aus Gründen, die in der Abschöpfungsstrategie dieses Vertriebssystems liegen, ist die Fluktuation in Marketing-Netzwerken generell hoch. Die damit verbundenen Risiken verbleiben beim selbständigen Mitarbeiter.
Unternehmen im Netzwerk-Marketing weisen potenzielle Geschäftspartner oft nicht auf die Gefahr der Marktsättigung hin. Es wird häufig der Eindruck erweckt, jede weitere Ebene der Downline würde genug Menschen vorfinden, die das entsprechende Produkt kaufen möchten. Bei exponentiell steigender Verkäuferzahl kann eine Sättigung schnell erreicht sein (Parallele zum illegalen Schneeballsystem). Neueinsteiger treffen schnell an die Grenze der Marktsättigung, wenn das private Umfeld ausgeschöpft ist.

## Verdienstmöglichkeiten
Die tatsächlichen Einkünfte von Mitgliedern können nur geschätzt werden, da nicht alle Direktvertriebe verpflichtet sind, Finanzdaten offenzulegen. Kritiker bezweifeln, dass ein relevanter Teil der Mitglieder überhaupt ein Einkommen erzielt. Der überwiegende Anteil der Mitglieder verdient wenig bis gar nichts. Ehemalige Mitglieder berichten von Netto-Verlusten, da die Kosten für Schulungen, Seminare, Motivationsmaterialien und Fahrtkosten das Brutto-Einkommen überstiegen haben.
Darüber hinaus bieten manche Unternehmen Einsparmöglichkeiten wie Naturalrabatte beim Bezug der Produkte an.
Eine Gebühr, im Franchise-Network auch Lizenzgebühr genannt, fällt – im Gegensatz zur Einschreibegebühr (auch Registrierungs- oder Aktivierungsgebühr genannt) – bei einigen Netzwerk-Marketing-Unternehmen jährlich an. Sie wird von manchen Vertrieben für die Verwaltungskosten für einen Vertriebspartner erhoben. Darunter fällt beispielsweise eine Provisionsabrechnung oder auch ein eigener Internetauftritt.